# Oniel Fisher
Oniel Daniel Fisher (Portmore, 22 novembre 1991) è un calciatore giamaicano, difensore svincolato.

## Carriera

### Club
Ha giocato nel campionato giamaicano fino al 2011, prima di trasferirsi in quello statunitense.

### Nazionale
Ha giocato nella nazionale giamaicana Under-20.
Ha esordito in nazionale maggiore nel 2010 ed è stato convocato per la Gold Cup 2017 e per la Gold Cup 2021.

## Palmarès

### Club
- Campionato MLS: 1

Seattle Sounders: 2016